# 家政婦は見た!
『家政婦は見た!』（かせいふはみた）は、1983年から2008年までテレビ朝日系「土曜ワイド劇場」で放送されたテレビドラマシリーズである。全26回。大映テレビ制作。主演は市原悦子。
1997年10月9日から12月25日には、全12話（特別編を含む）の連続ドラマ版が放送された。

## 概要
市原悦子演じる石崎秋子が「大沢家政婦紹介所」の家政婦として上流階級の華やかな暮らしぶりの家庭に派遣され、そこで繰り広げられる陰謀・騒動・醜聞を覗き見し、最後に自分が見聞した事柄を家族全員が集まる席で洗いざらいぶちまけて去っていくというのがおおまかなストーリーである。
秋子は刑事でも探偵でもなく市井の家政婦にすぎないことから、制作陣は「ドラマの形を借りた社会派ドキュメント」として差別化を図り、大映テレビ社員の集めた膨大な資料を元にして脚本が執筆された。この結果、秋子が派遣される先の一家は放映当時の時事ネタ・スキャンダルをモデルにし、当時の世相に対する風刺とすることもあった。脚本担当の柴英三郎は本作を「解決のないドラマ」であると述べ、「家政婦は暴くだけなんです。暴かれた相手は翌日からまた不敵な顔をして、元と同じ生活を送る。タイトルの通り、見るドラマで、裁くドラマではない」と語った。プロデューサーの柳田博美は本作を「家政婦がリポーターを務めるワイドショー」と位置づけている。こうした製作姿勢もあって、ミステリー作品の多い『土曜ワイド劇場』の放送作品でありながら、作中で殺人事件が起きることはない。
1984年放送の第2作は『土曜ワイド劇場』の歴代最高視聴率である30.9%を記録し、同枠の終了までに破られることはなかった。1988年には、一連のシリーズが評価され、第25回ギャラクシー賞・25周年特別賞・ユーモア賞を受賞している。
ドラマの最後では、秋子が派遣先の暗部をぶちまけて契約を打ち切った後、自らも家政婦の領分を超えて派遣先に踏み入りすぎた報いを受け（病気や打撲などの負傷が多い）、次の派遣先の門前で「ごめんくださいませー」と叫ぶ（=次作への簡単な予告になっている）という一連の演出が恒例となっている。ただし、連続ドラマ版では全編を通して報いと次の派遣先に行くシーンは描かれていない。

## 関連作品

### 松本清張の熱い空気（1983年版）
元々本シリーズは、松本清張の小説『熱い空気』を原作として、1983年7月2日に放映された『松本清張の熱い空気 家政婦は見た! 夫婦の秘密「焦げた」』（以降「第1作」と記述）をシリーズ化したものである。この第1作が非常に好評を博したことから、制作陣は清張サイドに『熱い空気』の続編を打診したが、清張は関与を拒んだ。このため、第2作以降は副題の「家政婦は見た!」のみを引き継ぎ、主人公の名を変更した上で柴英三郎のオリジナル脚本で制作されることになった。
清張が続編の製作を許可していたかについては、制作陣と清張サイドで主張に食い違いがある。番組プロデューサーの塙淳一によると、清張は「後はオリジナルで好きなように作っていいよ」と快諾したという。その一方で、清張サイドで映像化事業を担当していた林悦子は、続編の製作をこちらが明確に拒否したにもかかわらずテレビ局側が勝手に『家政婦は見た！』を製作したのだと主張している（清張サイドでも対応が話し合われたが、清張の意向で無視することに決めたという）。
第1作では主人公の名前は「河野信子（こうののぶこ）」、勤め先は「協栄家政婦紹介所」であった。信子は派遣された上流家庭でその欺瞞ぶりを観察するだけでなく、その欺瞞ぶりを積極的に他の家族に知らせたり、子どもに悪事をそそのかしたりして、最終的に自分が勤めていた家庭を崩壊に導く悪女として描かれており、石崎秋子とはキャラクター付けに大きな違いがある。さらに、原作『熱い空気』の信子は陰険で孤独な社会的弱者として描かれているが、1983年版の信子はどこか身近で憎めないキャラクターに改変されており、この時点で既にキャラクター付けの違いが発生している。なお、第1作時点で信子が己の行為の報いを受け、その結果受けた傷を抱えながら次の派遣先へ向かうシーンで終わることなど、後にシリーズ化された際のストーリーの一連の流れの原型が既に出来上がっている。

### 連続ドラマ版
1997年10月9日から12月25日まで毎週木曜21:00 - 21:54（第1話・最終話は30分拡大の21:00 - 22:24）に、「木曜ドラマ」枠で全11話が放送された。
土曜ワイド劇場版とキャストが一部異なるほか、大沢家政婦紹介所の立地も土曜ワイド劇場版での2階建ての一軒家からマンションの一室へ変更された。ストーリーも土曜ワイド劇場版のような上流階級の暴露話ではなく、秋子が人生経験の豊かな家政婦として一般家庭の問題を解決していくという筋書きに変わっている。
2009年から複数回BS朝日で再放送が行われたが、放送時間の制約から第1話・最終話は欠番となっていた。2019年3月1日からのBS朝日再放送では、これまで欠番扱いされていた第1話も放送枠を調整して放送された。最終話は欠番となった。

### 大沢家政婦紹介所ご一行様 石和温泉珍道中!
シリーズ開始20周年記念・第21作の番宣を兼ねた特番として、第21作の本放送当日である2003年2月22日にテレビ朝日系で放映された。「大沢家政婦紹介所の面々が石和温泉を観光する」という体裁を取った旅バラエティ番組で、市原・野村ら土曜ワイド劇場版のレギュラー出演陣の他、山田邦子・都はるみがゲスト出演した。

### 家政婦は見た!Woooも見た!
日立製作所のハイビジョンテレビWoooの特設サイト「Wooo Special Site」のオリジナルコンテンツとして、2010年春から隔月で公開。全3話。レギュラー出演者は土曜ワイド劇場版（第8作以降）と同じであり、坂田晃一によるテーマ曲も使用されている。

## キャスト

### 大沢家政婦紹介所
石崎秋子（第1作『熱い空気』での名は河野信子）
演 - 市原悦子
家政婦。1936年生まれ。千葉県の九十九里浜出身。自分の子どもが事故で亡くなった後、夫が浮気をするようになり、離婚。日当5800円の家政婦で生計を立てるようになった。他人の家の秘密を覗く事が大好きで、その入れ込み方は、勤め先の家庭に出入りする怪しい人物を仕事を抜け出してまで尾行したり、勤め先の関係者を自費でこっそりと訪ね歩くほどである。この趣味は彼女が長年家政婦を続けている大きな理由の一つでもある。離婚して以来長らく独り身で結婚はもうこりごりだと話す一方、「一人で生涯を終える気はない」とも語っており、実際に派遣先で出会った男性に度々恋をしている。しかし、紆余曲折の末すべて失恋に終わっており、結局シリーズ終了までに再婚することはなかった。
『熱い空気』では河野信子という名前であり、「派遣先の家庭の幸福を壊すことが、三度の飯より好きな女」という陰湿な人物として設定され、鼻持ちならない上流家庭の人々に反発し、その上辺だけの幸福を破壊していくことに快感を覚えていた（設定も夫の浮気が原因で離婚。母子家庭となり、その後子供を亡くしたということになっている）。しかしシリーズを重ねるにつれて、市原や柴の意向から正義感が強くなり、上流階級の欺瞞性や悪事に義憤を抱く・特に腹立たしい者には彼女流のやり方でお灸を据えるなど、庶民のヒーローのようなキャラクターへと変更されていった。
演歌歌手の都はるみの大ファンで、ドラマの冒頭では必ず彼女のナンバーを口ずさむ他、三毛の野良猫を「はるみ（ちゃん）」と名づけて、猫嫌いのキヌヨに遠慮しながら飼っている。第22作以降、家政婦として働く場面ではほぼ必ず眼鏡をかけるようになった。また、第25作では秋子そっくりの実業家・山口トミが登場した（市原の一人二役）。
大沢キヌヨ
演 - 野村昭子
秋子が所属する大沢家政婦紹介所（第1作での名は「協栄家政婦紹介所」）の所長。秋子たちからは「会長さん」と呼ばれている。この道30年 - 40年以上の大ベテランだが、現在はキヌヨ自身が働きに出ることはなく、所属する家政婦たちの日当の8% - 10％を手数料として徴収して生計を立てている。仕事に向かう秋子たちを、毎回「今日も元気で朗らかに!」と言って送り出すのが恒例である。
秋子の良き理解者だが、大の猫嫌いのため、秋子の猫好きには閉口している。金に対して非常にがめつく、怪しい儲け話に乗って大損するなどよく金銭絡みのトラブルを起こし、それがきっかけで家政婦たちと大喧嘩することも少なくない（紹介所のお茶菓子も有料で煎餅は1枚50円、マッサージ料金は30分1000円。回によっては値段が違うこともある）。
倉田はつえ
演 - 石井富子（第1作 - 第7作）
家政婦。
沢井とみ
演 - 野中マリ子（第1作・第4作 - 第7作）、緋多景子（第2作・第3作）
家政婦。
村上しのぶ
演 - 西川ひかる（第1作 - 第7作）
家政婦。
旗はたえ
演 - 今井和子（第8作 - 第26作）
家政婦。
吉野よしの
演 - 山田スミ子（第8作 - 第26作）
家政婦。
友田ともみ
演 - 白石まるみ（第8作 - 第26作）
家政婦。シリーズ後期では、他の家政婦よりもストーリーの主軸に大きく関わって、秋子に次ぐ準主人公のような立ち回りをする回も見られた。
眞田さなえ
演 - 宮﨑淑子（連続ドラマ）
家政婦。
緑川みどり
演 - 松居直美（連続ドラマ）
家政婦。

### ゲスト
土曜ワイド劇場 / 連続ドラマ / 家政婦は見た!Woooも見た!

#### 土曜ワイド劇場（1983年 - 2008年）
第1作「松本清張の熱い空気 家政婦は見た！夫婦の秘密“焦げた”」（1983年）
- 稲村春子（達也の妻） - 吉行和子
- 川原寿子（春子の妹） - 山口いづみ
- 川原則夫（寿子の夫） - 高岡健二
- 大津（達也の弟子） - 中丸新将
- 稲村正一（稲村家の長男） - 佐野大輔
- 稲村健二郎（稲村家の次男） - 柴田一幸
- 稲村ツネ（達也の母） - 鈴木光枝
- 稲村達也（大学教授） - 柳生博
- 中村光治、山本裕之、南英二、名引直寿、寺島幹夫

第2作「エリート家庭の浮気の秘密 みだれて…」（1984年）
- 門倉英明（財務省主計官） - 高橋悦史
- 若松あかね（精神科医） - 金沢碧
- 田沢宏也（壮之助の秘書） - 中島久之
- 門倉千代（英明の母） - 荒木道子
- 門倉光彦（英明の息子） - 蔵下輝美
- 門倉真紀（英明の娘） - 磯崎亜紀子
- 警官 - 岡部正純
- 野村壮之助（代議士・道子の父） - 山形勲
- 門倉道子（英明の妻） - 梶芽衣子
- 久遠利三、団巌、江藤漢、大木史朗、小寺大介、皆川衆、永井政春、磯部稲子、内田大貴、松村義規、高橋章子

第3作「エリート家庭のあら探し 結婚スキャンダルの秘密」（1985年）
- 仙波昭夫（氏家の筆頭秘書） - 前田吟
- 邦枝マキ（夕刊紙の記者） - 長谷直美
- 氏家壮介（代議士） - 鈴木瑞穂
- 仙波弓子（昭夫の長女） - 菊地陽子
- 氏家一郎 - 下塚誠
- 氏家宮子 - 初井言榮
- 仙波房子（昭夫の妻） - 松原智恵子
- 小松方正、山谷初男、皆川衆、望月太郎、千葉裕子、逸見慶子、高橋章子、加来大助、野仲功、佐々木誠人、高山千草、関口まゆみ、柳原清人、野口英昭、龍治彰、我妻亮、小山秀実、坂本重雄、高岡良昌

第4作「華やかなエリート家族の乱れた秘密 名門女子大がゆれる…」（1986年）
- 木崎実彦 - 中野誠也
- 木崎多恵 - 夏樹陽子
- 甲元香苗 - 松本留美
- 本庄ユキ - 島村佳江
- 清水史郎 - 中丸新将
- 甲元瑠璃 - 向田弓子
- 甲元弘道 - 中尾彬
- 甲元琢見 - 加藤嘉
- 小鹿番、近松敏夫、稲川善一、相原巨典、高杉哲平、中島元、村上幹夫、酒井妙、今井里美、長野晴美、笹野志津佳、大木戸義晴、藤真由美、斉藤朋子

第5作「美しい女病院長 華やかな私生活の秘密」（1987年）
- 石田克己 - 目黒祐樹
- 山根公子 - 馬渕晴子
- 花房美千 - 佐藤万理
- 立川健二 - 船越英一郎
- 浅井弥生 - 奈美悦子
- 大山卓也 - 北詰友樹
- 山根洋二 - 沼田爆
- 大山重明 - 鈴木瑞穂
- 山根一郎 - 高山広人
- 花房万智 - 岡田茉莉子
- 千葉裕子、町田幸夫、岸野一彦、山本寛、城源寺くるみ、斉藤朋子、千葉茂、広森信吾、岸本功、堀川学、浅田佑美、荒木裕子

第6作「東京－ニューヨーク 超高層ビル買占め、名門出の若妻の危険な秘密」（1988年）
- 百武百合子 - 中田喜子
- 百武希代 - 丹阿弥谷津子
- 百武竜造 - 内田朝雄
- 牧野邦彦 - 岡本富士太
- 太田栄子 - 池波志乃
- 牧野美園 - 生田悦子
- 太田弥五郎 - 樋浦勉
- 楠見玲子 - 五十嵐まゆみ
- 百武俊郎 - 篠田三郎
- 出光元、志賀圭二郎、塩見三省、斉藤朋子

第7作「華麗な一族の怪しい秘密 財テクゲームの危険な落し穴」（1989年）
- 種村芳身 - 永島暎子
- 桜木幸夫 - 寺泉憲
- 種村有一 - 清水章吾
- 宮部涼子 - 田島令子
- 松沢広己 - 長谷川明男
- 種村眞弓 - 石井めぐみ
- 山川金太 - 斉藤亮太
- 種村有香 - 藤原望都
- 種村サダ - 南田洋子
- 山川金三 - 丹波哲郎
- 黒田アーサー、木ノ葉のこ、望月太郎、江藤漢、河合良子、相原巨典、小高三良、斉藤朋子

第8作「銀座－京都 虚飾と欲望に燃える美しい母娘の艶やかな秘密」（1990年）
- 大里江美 - 芦川よしみ
- 高村ユカ - 安永亜衣
- 山下進吾 - 辰巳琢郎
- 安藤倉太郎 - 西岡徳馬
- 安藤倉之助 - 内藤武敏
- 堀田松夫 - 谷隼人
- 沢まどか - 甲斐智枝美
- ホステス - 箱田紀代美
- 大里花栄 - 藤間紫
- 兼田晴巨、相原巨典、山田博行、大川万裕子、西尾徳、藤間微彩桜、田中睦子、安西まりも、渡邊明治、須部浩美、宿久智清、吉川将、三田辰巳、芦田誠、奥村利治、郷原千恵、荒木純子、服部利佳子、水島公子、渡辺千草、林奈穂子

第9作「有名進学塾マドンナ教師の妖しい秘密 年商1兆3,000億受験産業を覗く…」（1991年）
- 秋庭美咲 - 山口果林
- 原口弘之 - 荻島真一
- 竜岡政子 - 赤座美代子
- 影山香苗 - 比企理恵
- 明光学院理事 - 石田太郎、樋浦勉、沼田爆
- 竜岡時政 - 金子信雄
- 明光学院講師 - 城後光義 （ゆーとぴあ・ホープ）
- 竜岡勝利 - 中尾彬
- 秋庭六弥 - 前田吟
- 江藤漢、石沢徹、金沢喜久子、飯島洋美、星野真由子、辻輝猛、鬼頭光世、家富洋二、江連健司、晶衛里仁、篠塚満由美、平光夕希子、千葉栄侍、中村正人

第10作「舞いの名門 華麗な一族の秘密 したたかな女たちの跡目争い…」（1992年）
- 花鶴 - 白都真理
- 中川美代子 - 水沢アキ
- 鶴文 - 大出俊
- 鶴一 - 藤堂新二
- 村井ひふみ - 池波志乃
- 鶴二郎 - 篠井英介
- 松川菊十郎 - 江見俊太郎
- 岩佐芳夫 - 須藤正裕
- 中川公久 - 根上淳
- 鶴後 - 風見章子
- 鶴弥 - 岡田茉莉子
- 土家里織、高岸佐也子、川端槇二、幸田奈穂子、斉藤朋子、坂東和美、畦地翔子、尾上紫好、尾上菊紫奈、尾上紫延

第11作「命を張った好奇心 秋子が惚れた極道の危険な秘密」（1992年）
- 衣笠安久 - 荻島真一
- 衣笠千佳 - 金沢碧
- 井上健 - 久保田篤
- 衣笠眉美 - 小高恵美
- 越野肇 - 谷嶋俊
- 山村一郎 - 志賀圭二郎
- 寺前サキ - 松居一代
- 衣笠彦造 - 浜村純
- 長沢半次郎 - 中条きよし
- 宮部昭夫、渡辺哲、幸英二、宮城健太郎、町田政則、武蔵拳、田口高明、群麻太朗、内間和浩、岩田清、須藤為五郎、東郷正、奥山望、赤羽正彦、深見辰二、中嶋圭英、松永秀一、長谷川修、村添豊徳、林浩太郎、前原実、飯田日出男、中村昭三、町田真一、岸端宏樹、松本政彦、天田益男

第12作「ふるさと創生資金1億円で色と欲の温泉ブーム 町長一族の乱れた秘密」（1993年）
- 熊沢冬美（熊沢の後妻） - 佳那晃子
- 川又日出子 - 大場久美子
- 小稲 - 伊藤麻衣子
- 陣屋統十郎 - 谷村昌彦
- 黒川伝六 - 沢竜二
- 梅木喜代 - 松木路子
- 森貝金三 - 久富惟晴
- 赤塚与作 - 赤塚真人
- 川又有作 - 清水昭博
- 中尾新也 - 井出一馬
- 熊沢幸一 - 倉崎青児
- 川又斧八（奥山町議会議長） - 近石真介
- 熊沢幸助（奥山町町長） - いかりや長介
- 小島三児、市川好郎、及川ヒロオ、丸岡奨詞、宮部昭夫、江藤漢、越村公一、田村元治、三上瓔子、篁友紀子、山本恵美子

第13作「代議士跡目相続の醜い秘密 色、金、欲…女たちの骨肉の争い」（1994年）
- 谷口五郎（泰三の第一秘書） - 佐藤B作
- 山根日出子（泰三の後援会の婦人部長） - 芦川よしみ
- 志村節代 - 中島ゆたか
- 谷口照見（谷口の妻） - 岡まゆみ
- 塩塚公平 - 有川博
- 根本弘栄 - 渥美国泰
- 京川新一 - 長江健次
- 八田春夫（泰三と美佐子の息子） - 岡野進一郎
- 八田長作 - 奥村公延
- 望月重太郎 - 佐原健二
- 八田泰三（代議士） - 長門裕之
- 八田美佐子（泰三の妻） - 吉行和子
- 信実一徳、若林哲行、青島健介、伊東佐知子、志村知幸、後藤明、渡邊明治、三須秀男、久遠利三、入江英義、城秀輝、秋山竹三郎、太田翔平、北林留美、後藤由里、藤田典子

第14作「憧れの大女優 私生活の派手な秘密 虚飾と欲望に一族が乱れる」（1995年）
- 吉村久夫 - 村井国夫
- 大内リサ - 鳥越マリ
- 有富成道 - 中丸忠雄
- 大津五郎 - 山本陽一
- 生田美奈 - 一色彩子
- 映画評論家 - 水野晴郎
- 北原新二 - 川井博之
- 青柳香苗 - 角松かのり
- 中柳正美 - 勝部演之
- 大内竜吾 - 藤田敏八
- 倉橋紀明 - 中尾彬
- 伊吹光子 - 大空眞弓
- 神田聖子、矢留健二、益山昭夫、三須秀男、末廣隼、黒田和也、今井けい子

第15作「財界一族の虚飾の争い 老害ワンマンオーナーに群がる女たちの秘密」（1996年）
- 松原英明（大日商事 専務・彩子の夫） - 西岡徳馬
- 大田垣輝夫（大日商事 副社長・隆光の長男） - 新克利
- 大田垣智恵（輝夫の妻） - 松本留美
- 島村佐夜（隆光の愛人） - 岩崎良美
- 大田垣信夫（隆光の息子で専属秘書・輝夫と彩子の腹違いの弟） - 沖田浩之
- 松原彩子（隆光の娘・輝夫の妹） - 水木薫
- 吉川みさき（隆光の元秘書・信夫の婚約者） - 星遙子
- 竹浦彦治（大日商事 社長） - 佐原健二
- 坂上博三（大日商事 常務） - 清水章吾
- 大矢喬（経済誌の編集長） - 寺田農
- 大田垣隆光（大日商事 会長・日本商工連合会 会頭） - 西村晃
- 三須秀男、児玉謙次、レオ・メネゲッティ

第16作「名門ファッションデザイナー家族の乱れた秘密 ブランド相続を狙う女たちの華やかな争い」（1997年）
- 大原彩乃（和夫の愛人） - 沢田亜矢子
- 平松眞弓（「カズオ・オオハラブランド」マーチャンダイザー） - 大輝ゆう
- 牧田守利（千尋の父・実業家） - 三谷昇
- 大原哲也（和夫と彩乃の息子・「カズオ・オオハラブランド」副社長） - 倉田てつを
- 大原春夫（和夫と洋子の息子・パタンナー） - 竹本孝之
- 牧田千尋（トップモデル・哲也の婚約者） - 松宮千香子
- 山本美咲（「カズオ・オオハラブランド」青山店 元店員） - 立河宜子
- 山本亮一（哲也と美咲の息子） - 田邉季正
- 大原洋子（和夫の本妻） - 市毛良枝
- 大原和夫（ファッションデザイナー） - 江守徹
- 日吉ミミ、亀渕友香、塙恵介、岩城茉里、町田真一、越村公一、椎名ルミ、林知恵子、酒井荘子、森山利充、桑原恵美子、橘彩織、清水雅美、大島あす香、毛塚由希子、池崎彩子、谷村慶子、大西淳、中道あやの、白石テルミ、竹井まり、神田和佳、松丸智子、フランク・ケリー、ピエール・シャルル、ブレッド・コールマン

第17作「花の一族、愛と欲のからみ合い 家元の座を狙って妻、姑、娘、愛人たちの戦いが始まった」（1999年）
- 高根沢竜生（華道高根沢流 家元） - 田村亮
- 高根沢理枝（竜造の妻） - 夏樹陽子
- 高根沢光子（竜生と春子の一人娘） - 渋谷琴乃
- 高根沢竜造（竜生の弟） - 寺泉憲
- 高根沢歌子（竜生の母） - 東恵美子
- 竹村烈 - 本田博太郎
- 岩木有作 - 嶋尾康史
- 川野日出（竜生の愛人） - 藤井佳代子
- 中山長三（元総理大臣） - 神山繁
- 中山道子（中山の娘・参議院議員） - 野川由美子
- 高根沢春子（竜生の妻） - 山本陽子
- 越村公一、矢代京子、沢本ゆきみ、吉田哲子、大山豊、村上幹夫、岸本功、溝口順子、沢柳迪子、本城丸裕、赤江浩弥、江連健司、瀬木一将、加賀谷圭、青泉礼、尾山ほうめい、浦田右近、中松俊哉、唐丸、古山憲太郎、奥内博紀、野地将年、小林伊織、河西加奈子、小金澤篤子、赤座浩彦、福田考充、佐藤昌宏

第18作「あなたは美しくなれる 美容整形クリニック 甘い誘惑の秘密」（2000年）
- 花房智彦（サンフラワークリニック 院長） - 柴俊夫
- 水原みどり（サンフラワークリニック 院長秘書） - 秋本奈緒美
- 日向高志（サンフラワークリニック 医長） - 羽場裕一
- 田島トシ（サンフラワークリニック 婦長） - 根岸季衣
- 三友美佐（CAFE BAR「クリムト」ママ） - 朝加真由美
- 米山菊治（サンフラワークリニック 事務長） - 鶴田忍
- 鈴原そめ子（CAFE BAR「クリムト」ホステス） - 村上聡美
- 杉谷良江（CAFE BAR「クリムト」厨房） - 立石涼子
- 林田（サンフラワークリニック 医師） - 田中智也
- 坂崎千帆（CAFE BAR「クリムト」ホステス） - 小林香織
- 山中（サンフラワークリニック 医師） - 柚原旬
- サンフラワークリニック 看護師 - 会津素子
- 花房玲子（花房の妻） - 多岐川裕美
- 森ノ華奈、沢井理絵、平井隆博

第19作「東京の妻、シンガポールの愛人 エリートビジネスマン 理想の家庭に二つの顔の秘密」（2001年）
- 中原省吾（全日本商事 東南アジア担当常務） - 津嘉山正種
- 中原津也子（中原の妻） - 佳那晃子
- 中原美也（中原と津也子の娘・女子大生） - 小沢真珠
- 松川市朗（全日本商事 社長） - 中山仁
- 石田秀年（元締め） - 小西博之
- 峯尾裕一（美也の婚約者） - 宍戸勝
- 陳美玲（中原家の接待パーティーの客） - 李丹
- 林芳々（中原家の家政婦になりたい女性） - FUNKY
- 林宝珠（芳々の母） - ジュディ・オング
- 久保酎吉、須部浩美、望月太郎、ルビーモレノ、仲田天使、ジュリパスカル、蔡光明、黄開道、李莉莉

第20作「名門茶道家元一族の相続争い 乱れに乱れたからみ合い！」（2002年）
- 水野文造（叶流茶道 庭人） - 林隆三
- 叶秀旦（叶流茶道 東の叶家 家元） - 山下真司
- 叶宮子（秀旦の妻） - 姿晴香
- 長沼青庵（叶流茶道 業頭） - 磯部勉
- 春山五七（茶道具骨董「五七洞」主人・つばさの祖父） - 桂小金治
- 叶万斎（叶流茶道 西の叶家 長老） - 志賀圭二郎
- 鈴木佳奈（叶流茶道 師範・秀旦の元内弟子） - 那須佐代子
- 叶秀一（秀旦と宮子の息子） - 松尾敏伸
- 春山つばさ（叶流茶道 内弟子・秀一の恋人） - 福井裕佳梨
- 美咲（叶流茶道 内弟子） - 小林香織
- 叶流茶道 内弟子 - 岸端正浩
- 鈴木名奈（佳奈の娘） - 大田ななみ
- 小西玄庵（叶流茶道 先代業頭） - 永幡洋
- 叶流茶道 先代家元 - 岸本功
- 叶茂子（秀旦の母） - 香川京子
- 高仁和絵、武蔵好文

第21作「大財閥デパート王の表と裏の二つの顔！影の家族の相関図」（2003年）
- 矢内美子（宝石商） - 酒井和歌子
- 岩崎隆一（デパート「だいごう」労働組合中央執行委員長） - 石橋蓮司
- 中島春子（中島の妻） - 南田洋子
- 安川勝知（だいごう 新社長・長谷の後任） - 村井国夫
- 平尾明弘（だいごう 社員） - 河相我聞
- 川村めぐみ（だいごう 元会長秘書） - 山田玲奈
- 長谷守夫（だいごう 社長） - 久富惟晴
- 石田久平（夕刊日本の記者） - 小沢和義
- 竹村とおる（春子の甥・弁護士） - 篠塚勝
- 野川鉄夫（だいごう 中央支部長） - 菊地康二
- だいごう 中央支部長 - 望月太郎
- 鈴木盛道（だいごう 中央支部長） - 五森大輔
- 不動産屋 - 石沢徹
- 裁判所の関係者 - 神崎智孝
- 記者 - 石橋徹郎
- 医師 - 野村信次
- 平尾眉美（料亭「尾花」女将・明弘の母） - 梶芽衣子
- 中島信広（だいごう 元会長） - 北村和夫
- 石浜加奈恵、小林久和、野口茂樹、今井耕二、星野由美

第22作「子連れ秋子が政界の裏をのぞいた…」（2004年）
- 杉村かね子（盛道の妹） - 淡路恵子
- 五十嵐盛道（五十嵐グループ 総帥） - 仲谷昇
- 五十嵐信行（不二子の夫・婿養子） - 平泉成
- 糸永万里（不二子の第三秘書） - 野波麻帆
- 立川政次（新聞記者） - 松重豊
- 青島由美（不二彦の愛人） - 川越美和
- 五十嵐不二彦（信行と不二子の息子） - 田中哲司
- 飯田好道（好江の息子） - 小林滋央
- 大神タケシ（児童養護「施設あさひ園」園児） - 田中碧海
- 大木英吉（秘書） - 藤井びん
- 小寺俊一（秘書） - 宮川一朗太
- 吉村治平（五十嵐グループ 社長） - 鈴木瑞穂
- 青島阿矢（由美の娘） - 山本乃綾
- 江本康造（正憲党 代議士） - 若林豪
- 飯田好江（小料理「鉢の木」女将） - 星由里子
- 五十嵐不二子（代議士） - 山本陽子
- 杜澤たいぶん、大橋吾郎、大野正敏、志賀圭二郎、越村公一、鯨エマ、恩田括、西浦八恵子、弓田真好杜、長島新之助、岩城ルミ、山本静香、加世幸市、森喜行、山口みよ子、松美里杷、藤本洋子、神崎舞子

第23作「正義派弁護士おしどり夫婦に衝撃の秘密が…」（2004年）
- 小松崎文絵（小松崎の妻） - 高畑淳子
- 松川美知（司法浪人生） - 遠野凪子
- 脇坂洋一（志法塾の塾生希望の青年） - 青木堅治
- 早川ミカ（大沢キヌヨの養女になる予定の女性） - 金子さやか
- 得丸三夫（小松崎法律事務所 事務長） - 出光元
- 脇坂タキ（洋一の母） - 芦川よしみ
- 花田隆勝（弁護士会会長） - 加藤武
- フリージャーナリスト - 近童弐吉
- 大和電鉄高架線工事の中止の原告団 - 望月太郎、大草理乙子
- 小松崎法律事務所 弁護士 - 竜川剛
- 小松崎法律事務所 スタッフ - 岸端正浩
- 米屋不動産 社員 - 小嶋尚樹
- 小松崎法律事務所 弁護士 - 小林香織
- 春奈（小松崎法律事務所 スタッフ） - 櫻井ゆか
- 大和電鉄高架線工事の中止の原告団 - 山中聡
- ひろし（志法塾の塾生） - 高藤疾土
- 志法塾の塾生 - 寺中寿之
- ごろう（志法塾の塾生） - 小木戸利光
- 志法塾の塾生 - 豊田茂
- 志法塾の塾生 - 泉知束
- 市川ながひさ（洋一の父・ダム工事の作業員・26年前刺殺） - 志水正義
- 記者 - 神崎智孝、石母田史郎
- 裁判長 - 浅沼晋平
- 原田正彦（レポーター） - 田中允貴
- 西原京三（タキの恋人） - 寺田農
- 大田英光（大田法律事務所 弁護士） - 長門裕之
- 小松崎省吾（小松崎法律事務所 弁護士・志法塾 塾長） - 蟹江敬三（若き日：田崎敏路）
- 田口育美、中武梨香、向井良八郎、上原由恵、神谷航青

第24作「美貌の女帝とデパートの帝王 昼と夜二つの顔の秘密！」（2006年）
- 山崎正彦（山崎法律事務所 弁護士） - 益岡徹
- 仁科由紀（BAR「由紀」ママ） - 一色彩子
- 八島晴香（花山の秘書） - 黒坂真美
- 梅村豊（大東デパート 専務） - 久保酎吉
- 田中俊郎（大東デパート経理部 係長） - 菊池均也
- 瑞輪寺住職 - 桂小金治
- 加東長吉（エクセレント交易 専務・茂子の親戚） - 上田耕一
- 松川茂子（美津の母・元洋服屋） - 池内淳子
- 大東デパート 役員 - 伏見哲夫
- 古川貞正（大東デパート 役員） - 永江智明
- 石川恵三（大東デパート経理部 社員） - 渡部大輔
- 高尾ケイ子（大東デパート経理部 社員） - 如月ゆり
- 杉本保（大東デパート経理部 社員） - 江連健司
- 平木武志（大東デパート総務部 社員） - 水谷あつし
- 篠原豊（武田信造が以前住んでいた家の新しい住人） - 朝日靖男
- 篠原（篠原の妻） - 森朝子
- 警官 - 高橋義永
- 間宮一成（大東デパート 総務部長） - 金田明夫
- 花山栄（大東デパート 社長） - 愛川欽也
- 松川美津（エクセレント交易 オーナー・花山の愛人） - 賀来千香子
- 宮吉康夫、外能久、吉長賢治、鈴木初慶、春馬ゆかり、青山駿一、辻啓作、井関俊充、杉山利典、小堀裕之

第25作「美貌の女社長8000億の秘密!! 秋子に似た女の謎…」（2007年）
- 山口トミ（ハイパワーズのグループ企業「ハイパワーズヘルパー」社長・元看護師） - 市原悦子（二役）
- 原香月（企業コンサルタント「ハイパワーズ」社長・ニックネーム「ハーラームーン」） - 若村麻由美
- 竹内信（企業コンサルタント「ハイパワーズ」専務） - 保阪尚希
- 新谷純（企業コンサルタント「ハイパワーズ」社員） - 梶原善
- 本城奈那（ハイパワーズのグループ企業「ハイパワーズポータル」社長・新谷の愛人） - 伊藤裕子
- 多田美加（ハイパワーズのグループ企業「ハイパワーズビジョン」社長） - 小川奈那
- 農夫 - 桂小金治
- 西田未来（ハイパワーズのグループ企業「ハイパワーズオーダー」社長） - 今橋由紀
- 飯田太一（経済アナリスト） - 越村公一
- 聞き手 - 中山克己
- 報道陣 - 中村鷹香、松川真也
- 本城奈美（奈那の娘） - 春日香音
- 芦屋竜子（投資会社「リュースケパートナーズ」代表） - 浅野温子
- 原哲人（香月の父・面打師） - 夏八木勲
- 藤咲舞、越川真帆、高田真友、原口優子、舩木壱輝

第26作「華麗な外交官一族の愛と欲 女たちの乱れた関係…秋子、大統領を討つ!?」（2008年）
- 宮木由子（一政の妻） - かたせ梨乃
- 宮木一政（外務審議官） - 佐野史郎
- 利根奈央（北門新聞 記者） - 田畑智子
- 松沢茜 - 金沢碧
- 中川建一（英男と道子の息子） - 阿部進之介
- 宮木由佳（中也の妹・ミュージシャン志望） - 内田もも香
- 宮木中也（一政と由子の息子・外務官僚） - 一條俊
- 中川英男（蕎麦屋「安雲」店主・元新聞記者） - 夏木陽介
- 杉村三朗 - 久保酎吉
- 山下五郎（管理人） - 志賀圭二郎
- 秩父明人（入国管理局刑務官） - 石井英明
- 中川道子 - 音無美紀子
- 川田克己（由子の父・代議士・元法務大臣） - 若林豪
- 宮木浩文（一政の父・元外務省局長） - 北村総一朗
- 越村公一、伊達直斗、五十嵐明、森洋子、渡辺克己、雨宮留美子、平林弘太朗、黒澤和樹、Sophie Cartman、Tiffany Martin、Mayor、Nosa Egharevba

#### 連続ドラマ（1997年）
第1話「エリート法律一家の家族法廷 もの静かな女たちの反乱」
- 関根眉美（サイコセラピスト・深美の妹） - 佳那晃子
- 広田正信（大学法学部 教授） - 高橋長英
- 広田深美（正信の妻） - 二宮さよ子
- 小暮礼子（広田家のお茶の先生） - 加茂さくら
- 小暮正一（礼子の甥） - 越村公一
- 坂梨次郎（正美の友人） - 松嶋亮太
- 広田正美（正信と深美の娘・長女） - 木村優希
- 広田正方（元裁判官・正信の父） - 丹波哲郎

第2話「秋子が万引き！コンビニ家族の秘密」
- 田辺靖二（コンビニ「エブリディ」オーナー・婿養子） - 三浦洋一
- 田辺久美子（コンビニ「エブリディ」店長・靖二の妻） - 永島暎子
- 梅の台交番 巡査 - でんでん
- 中島道彦（エブリディチェーン 社員） - 町田真一
- 田辺あゆみ（靖二と久美子の娘） - 大森玲子
- 田辺亮太（靖二と久美子の息子・あゆみの弟） - 東海孝之助
- 池山美穂（コンビニ「エブリディ」店員） - 安藤あいり
- 石森和也（コンビニ「エブリディ」店員） - 石橋敦
- 田辺勇（久美子の父） - 財津一郎

第3話「遺産争いに愛人の娘が現れて…」
- 水木あかね（八木節の唄い手） - 渋谷琴乃
- 富永勝之助（建設会社社長） - 高松英郎
- 富永智子（勝之助の後妻） - 金久美子
- 富永麻衣（勝之助と前妻の娘） - 村上聡美
- 橋本（弁護士） - 塙恵介
- 春山敏彦（勝之助の秘書） - 渡辺裕之

第4話「三世帯同居家族がもめる事情」
- 森村隆（美恵子の夫・小説家） - 下條アトム
- 森村美恵子（謙三と千鶴の娘） - 田島令子
- 坂本祐介（真紀の夫・カメラマン） - 菊池健一郎
- 坂本真紀（隆と美恵子の娘） - 三浦理恵子
- 上野千鶴（謙三の妻） - 高田敏江
- 吉永工務店 社員 - 小寺大介
- 上野謙三（元鉄道会社役員） - 佐藤慶

第5話「本物家族VS出前家族の争い」、第6話「続・本物家族VS出前家族の争い」
- 倉田カツ子（ハッピークラブ 社長） - 山口果林
- 木曽佐知（一郎の妻） - 鳥越マリ
- 木曽一郎（仲三の息子） - 中島久之
- 久保玲子（ハッピークラブ 社員） - 松岡由美
- 内村拓也（ハッピークラブ 社員） - 佐戸井けん太
- 小田切（酒屋） - 志賀圭二郎
- 商店街のおばさん - 神田時枝
- 木曽朱美（仲三の娘・一郎の腹違いの妹） - 椎名ルミ
- 内村雄太（内村の息子） - 北尾亘
- 木曽英之（一郎と佐知の息子） - 筒井万央
- 山根（医師） - 望月太郎（第6話のみ）
- 木曽仲三（木曽家当主） - 名古屋章

第7話「人気作家の豪邸に妖しい幽霊…」
- 荒川奈美 - 朝加真由美
- 白浜郁夫 - 倉田てつを
- 新貝知世 - 北原佐和子
- 荒川乱流 - 中尾彬
- 山崎猛

第8話「美しくなる!! エステの裏の裏」
- 藤沢真由美 - 未來貴子
- 中野邦子 - 黒沢あすか
- 矢島雅子 - 中島ゆたか
- 村井良介 - 中条きよし

第9話「新婚夫婦の秘密」
- 山村彩 - 若林しほ
- 山村洋介 - 竹本孝之
- 葉月ナオミ - 桜樹ルイ
- 山村千恵子 - 水野久美

第10話「秋子 江戸前寿司屋の後妻に…」
- 山口康次郎（山口の次男） - 水橋研二
- 沢木文三（本屋） - 北村総一朗
- 沢木ゆかり（沢木の娘） - 花穂まりあ
- 山口健太郎（山口の長男） - 三貴将史
- 佐藤秀夫（寿司屋の客） - 本田博太郎
- 山口寛司（寿司屋店主） - 林隆三

最終話「クリスマス 天国と地獄の大病院！」
- 今福将雄
- 松本留美
- 高知東急
- ベンガル
- 村野武憲
- 黒沢年男

#### 家政婦は見た!Woooも見た!（2010年）
第1話「華やかな芸能一家 リビングに隠された秘密」（前編・後編）
- 千石光子 - 芦川よしみ
- 千石明宏 - 赤星昇一郎
- 千石祐介 - 佐藤拓也
- 千石カナ - 高樹リサ

第2話「華麗なる男系一族の録画と後継者争い〜断絶された家族をつなぐ秘密〜」（前編・後編）
- 藤大路優 - 山本卓也
- 藤大路弘 - 首藤達哉
- 藤大路陸斗 - 根岸泰樹
- 藤大路巧 - 升毅

第3話「天才一家の栄光と影〜こだわりと録画の激しい衝突〜」（前編・後編）
- 九条真由美 - 優木まおみ
- 九条一也 - 越村公一
- 九条正人 - 古澤蓮
- 九条恵 - 飛鳥凛
- 九条しのぶ - 大場久美子

## スタッフ

### 土曜ワイド劇場
- 原作 - 松本清張
- 脚本（脚色） - 柴英三郎
- 音楽 - 坂田晃一
- 監督 - 富本壮吉（第1作 - 第6作）、岡本弘（第7作 - 第15作・第17作 - 第26作）、池広一夫（第16作）
- プロデューサー
  - テレビ朝日 - 関拓也、塙淳一、佐藤凉一、大井素宏、内山聖子、三輪祐見子
  - 大映テレビ - 柳田博美、塙太志、木村康信、中間正成
- 制作 - テレビ朝日、大映テレビ

### 連続ドラマ版
- 脚本 - 柴英三郎、田上雄
- 音楽 - 坂田晃一
- 監督 - 池広一夫、岡本弘、黒沢直輔
- 主題歌 - 市原悦子「きっと倖せ」（作詞：渡辺なつみ/作曲・編曲：坂田晃一/発売元：日本コロムビア）
- 技術協力 - ビデオフォーカス
- 照明協力 - Kカンパニー
- 美術協力 - テレビ朝日クリエイト、アートボックス、京阪商会、高津映画装飾
- プロデューサー - 塙淳一（テレビ朝日）、三輪祐見子（テレビ朝日）、柳田博美（大映テレビ）、中間正成（大映テレビ）
- 制作 - テレビ朝日、大映テレビ

## 放送日程

### 土曜ワイド劇場
- 第1作と第2作はフィルム撮影。第3作〜第23作はビデオ撮影。第24作〜第26作(最終作)はハイビジョン撮影。ただし、第6作のみ基本はビデオ撮影だが一部のシーンはフィルム撮影のVTR編集だった。
- 第7作は当初「新春特別企画」として1989年1月7日に放送予定だったが、昭和天皇崩御の影響で放送が延期された。
- 第16作は君島一郎 (デザイナー)にまつわる騒動を基にしている。なお、君島はドラマ撮影中に死亡した。
- 第21作は「リア王」とそごうの水島廣雄元会長の関係を基にしている。
- 第24作は三越事件を基にしている。
- 第25作はライブドア事件を基にしている。
- 第26作は西山事件（外務省機密漏洩事件）を基にしている。この作品をもって本シリーズの製作は終了した[34]。
- 第17作・第21作・第26作の三作を除く全てに「秘密」とのワードが記述されている。

| 話数 | 放送日         | サブタイトル                                                                      | 脚本     | 監督     | 視聴率 |
| ---- | -------------- | --------------------------------------------------------------------------------- | -------- | -------- | ------ |
| 1    | 1983年7月2日   | 松本清張の熱い空気 家政婦は見た！夫婦の秘密“焦げた”                               | 柴英三郎 | 富本壮吉 | 27.7%  |
| 2    | 1984年10月13日 | エリート家庭の浮気の秘密 みだれて…                                                | 柴英三郎 | 富本壮吉 | 30.9%  |
| 3    | 1985年6月29日  | エリート家庭のあら探し 結婚スキャンダルの秘密                                     | 柴英三郎 | 富本壮吉 | 29.1%  |
| 4    | 1986年4月12日  | 華やかなエリート家族の乱れた秘密 名門女子大がゆれる…                              | 柴英三郎 | 富本壮吉 | 22.4%  |
| 5    | 1987年4月11日  | 美しい女病院長 華やかな私生活の秘密                                               | 柴英三郎 | 富本壮吉 | 24.8%  |
| 6    | 1988年1月9日   | 東京－ニューヨーク 超高層ビル買占め、名門出の若妻の危険な秘密                     | 柴英三郎 | 富本壮吉 | 23.8%  |
| 7    | 1989年4月8日   | 華麗な一族の怪しい秘密 財テクゲームの危険な落し穴                                 | 柴英三郎 | 岡本弘   | 24.1%  |
| 8    | 1990年1月6日   | 銀座－京都 虚飾と欲望に燃える美しい母娘の艶やかな秘密                             | 柴英三郎 | 岡本弘   | 25.7%  |
| 9    | 1991年1月5日   | 有名進学塾マドンナ教師の妖しい秘密 年商1兆3,000億受験産業を覗く…                  | 柴英三郎 | 岡本弘   | 22.5%  |
| 10   | 1992年1月4日   | 舞いの名門 華麗な一族の秘密 したたかな女たちの跡目争い…                           | 柴英三郎 | 岡本弘   | 22.3%  |
| 11   | 10月3日        | 命を張った好奇心 秋子が惚れた極道の危険な秘密                                     | 柴英三郎 | 岡本弘   | 19.3%  |
| 12   | 1993年1月2日   | ふるさと創生資金1億円で色と欲の温泉ブーム 町長一族の乱れた秘密                    | 柴英三郎 | 岡本弘   | 13.0%  |
| 13   | 1994年4月9日   | 代議士跡目相続の醜い秘密 色、金、欲…女たちの骨肉の争い                            | 柴英三郎 | 岡本弘   | 22.3%  |
| 14   | 1995年4月8日   | 憧れの大女優 私生活の派手な秘密 虚飾と欲望に一族が乱れる                          | 柴英三郎 | 岡本弘   | 16.6%  |
| 15   | 1996年4月13日  | 財界一族の虚飾の争い 老害ワンマンオーナーに群がる女たちの秘密                     | 柴英三郎 | 岡本弘   | 17.3%  |
| 16   | 1997年7月5日   | 名門ファッションデザイナー家族の乱れた秘密 ブランド相続を狙う女たちの華やかな争い | 柴英三郎 | 池広一夫 | 17.4%  |
| 17   | 1999年2月6日   | 花の一族、愛と欲のからみ合い 家元の座を狙って妻、姑、娘、愛人たちの戦いが始まった | 柴英三郎 | 岡本弘   | 21.9%  |
| 18   | 2000年3月18日  | あなたは美しくなれる 美容整形クリニック 甘い誘惑の秘密                            | 柴英三郎 | 岡本弘   | 21.8%  |
| 19   | 2001年2月17日  | 東京の妻、シンガポールの愛人 エリートビジネスマン 理想の家庭に二つの顔の秘密      | 柴英三郎 | 岡本弘   | 20.1%  |
| 20   | 2002年3月9日   | 名門茶道家元一族の相続争い 乱れに乱れたからみ合い！                               | 柴英三郎 | 岡本弘   | 18.7%  |
| 21   | 2003年2月22日  | 大財閥デパート王の表と裏の二つの顔！影の家族の相関図                              | 柴英三郎 | 岡本弘   | 22.7%  |
| 22   | 2004年1月10日  | 子連れ秋子が政界の裏をのぞいた…                                                   | 柴英三郎 | 岡本弘   | 19.1%  |
| 23   | 11月13日       | 正義派弁護士おしどり夫婦に衝撃の秘密が…                                           | 柴英三郎 | 岡本弘   | 17.1%  |
| 24   | 2006年3月4日   | 美貌の女帝とデパートの帝王 昼と夜二つの顔の秘密！                                 | 柴英三郎 | 岡本弘   | 21.1%  |
| 25   | 2007年7月14日  | 美貌の女社長8000億の秘密!! 秋子に似た女の謎…                                      | 柴英三郎 | 岡本弘   | 18.4%  |
| 26   | 2008年7月12日  | 華麗な外交官一族の愛と欲 女たちの乱れた関係…秋子、大統領を討つ!?                  | 柴英三郎 | 岡本弘   | 16.0%  |

- 視聴率はビデオリサーチ調べ、関東地区・世帯

### 連続ドラマ
- 第1話と最終話は30分拡大（21:00 - 22:24）。
- 第10話と最終話の間の1997年12月18日は特別編「あの傑作をもう一度」と題し、土曜ワイド劇場版第15作の再編集版が放送された。

| 話数                                                           | 放送日        | サブタイトル                                      | 脚本     | 監督     | 視聴率 |
| -------------------------------------------------------------- | ------------- | ------------------------------------------------- | -------- | -------- | ------ |
| 第1話                                                          | 1997年10月9日 | エリート法律一家の家族法廷 もの静かな女たちの反乱 | 柴英三郎 | 池広一夫 | 18.7%  |
| 第2話                                                          | 10月16日      | 秋子が万引き！コンビニ家族の秘密                  | 田上雄   | 岡本弘   | 14.6%  |
| 第3話                                                          | 10月23日      | 遺産争いに愛人の娘が現れて…                       | 柴英三郎 | 池広一夫 | 14.0%  |
| 第4話                                                          | 10月30日      | 三世帯同居家族がもめる事情                        | 田上雄   | 岡本弘   | 16.7%  |
| 第5話                                                          | 11月6日       | 本物家族VS出前家族の争い                          | 柴英三郎 | 黒沢直輔 | 13.3%  |
| 第6話                                                          | 11月13日      | 続・本物家族VS出前家族の争い                      | 柴英三郎 | 黒沢直輔 | 14.9%  |
| 第7話                                                          | 11月20日      | 人気作家の豪邸に妖しい幽霊…                       | 柴英三郎 | 岡本弘   | 13.6%  |
| 第8話                                                          | 11月27日      | 美しくなる!! エステの裏の裏                       | 田上雄   | 黒沢直輔 | 14.0%  |
| 第9話                                                          | 12月4日       | 新婚夫婦の秘密                                    | 田上雄   | 岡本弘   | 16.2%  |
| 第10話                                                         | 12月11日      | 秋子 江戸前寿司屋の後妻に…                        | 田上雄   | 黒沢直輔 | 13.8%  |
| 最終話                                                         | 12月25日      | クリスマス 天国と地獄の大病院！                   | 柴英三郎 | 岡本弘   | 16.0%  |
| 平均視聴率 15.3%（視聴率はビデオリサーチ調べ、関東地区・世帯） |               |                                                   |          |          |        |

| テレビ朝日系 木曜ドラマ                    | テレビ朝日系 木曜ドラマ                    | テレビ朝日系 木曜ドラマ                           |
| 前番組                                     | 番組名                                     | 次番組                                            |
| ------------------------------------------ | ------------------------------------------ | ------------------------------------------------- |
| ボディーガード （1997年7月10日 - 9月18日） | 家政婦は見た! （1997年10月9日 - 12月25日） | 愛しすぎなくてよかった （1998年1月8日 - 3月19日） |

### 再放送
関東地区では、本シリーズや「土曜ワイド劇場」の節目に第1作が度々再放送された。また、テレビ朝日・BS朝日・CSテレ朝チャンネルでは土曜ワイド劇場版が再放送され、特にテレビ朝日では祝日に第16作以降の再放送が行われていた。2012年1月2日には、テレビ朝日（関東ローカル）で6:00 - 10:50『家政婦は見た!祭り』として、土曜ワイド劇場版第25作・第26作の2本立てでの再放送が行われた。

### 追悼特番
市原悦子が2019年1月12日に死去したのに際し、テレビ朝日及びANN系列局は下記の通り追悼特別番組として再放送した（1月17日・1月18日は関東ローカル、1月19日・1月20日はANN系列フルネット24局ネット）。
- 1月17日（木）13:59 - 16:50（『ゴゴワイド』枠）：第18作

冒頭、同局のトーク番組『徹子の部屋』に市原がゲスト出演した複数回のダイジェスト版も併せて放送。
- 1月18日（金）13:59 - 16:30（『ゴゴワイド』枠）[注 14]：第21作
- 1月19日（土） 20:54 - 23:25：第24作（この放送に伴い、『土曜ナイトドラマ 僕の初恋をキミに捧ぐ』の第1回放送が急遽15分繰り下げになり、内容が変更となった。また、テレビ宮崎では1月21日（月）21:00 - 23:25で放送し、これにともない、当日放送予定だった『刑事ゼロ』および『ハケン占い師アタル』が休止。また、『匠の蔵』以降は11分繰り下げ。（当日は『匠の〜』以降20分繰り下げで放送予定だったがこれによりのべ31分繰り下げたことになった。））
- 1月20日（日） 21:00 - 23:23[注 15] （『日曜プライム』枠、急遽18分後拡大）：第25作

第25作の再放送終了後に、1月18日に執り行われた告別式の模様も併せて放送。
また、BS朝日・BS朝日4Kでも1月18日（金）16:57 - 19:24に「追悼・市原悦子さん」と題し第26作を放送した。

## 関連商品

### 映像ソフト
- 家政婦は見た!DVD-BOX 1（2009年12月10日発売）土曜ワイド劇場版第2作 - 第6作を収録。
- 家政婦は見た!DVD-BOX 2（2010年1月1日発売）土曜ワイド劇場版第7作 - 第11作を収録。
- 家政婦は見た!DVD-BOX 3（2010年2月3日発売）土曜ワイド劇場版第12作 - 第16作を収録。
- 家政婦は見た!DVD-BOX 4（2010年3月3日発売）土曜ワイド劇場版第18作 - 第22作を収録。
- 家政婦は見た!DVD-BOX 5（2010年3月24日発売）土曜ワイド劇場版第23作 - 第27作（最終作）を収録。

土曜ワイド劇場版第1作の『熱い空気』は、2009年4月22日発売のDVD-BOX『松本清張サスペンス 土曜ワイド劇場 傑作選（大映テレビ編）』で既にDVD化されていたため、『家政婦は見た!DVD-BOX』への収録は見送られた。また第17作の『花の一族、愛と欲の絡み合い』もDVD-BOXへの収録が見送られているが、理由については公表されていない。

### 書籍
- 『家政婦は見た!!』（1987年12月発行、テレ朝コミック）柴英三郎 著、 杉尾尚子 絵 ISBN 9784881310991
- 『家政婦は見た! ミンボー組長の懲りない家族』（1992年10月発行、竹書房文庫）柴英三郎 原作、清野原生 文 ISBN 4-88475-160-4：第11作のノベライズ版。
- 『家政婦は見た! 石崎秋子のぞき見日記』（1997年12月発行、 ソニー・マガジンズ）「家政婦は見た!」制作スタッフ 編 ISBN 4-7897-1261-3：連続ドラマ版のノベライズ版。
- 『家政婦は見られた！ 土曜ワイド劇場（テレビ朝日系列）公式ガイドブック』（2000年3月発行、音羽出版）柴英三郎 監修、大沢家政婦研究所 編 ISBN 4-901007-09-2